# Ruisseau de Ballon et de Vitray
Le Ballon et le Vitray, ou le ruisseau de Ballon et de Vitray ou le ruisseau de Beaugerais, est un cours d'eau français qui coule dans le département d'Indre-et-Loire. C'est un affluent de l'Indre en rive droite et donc un sous-affluent de la Loire.

## Géographie
Le ruisseau de Ballon et de Vitray présente une longueur de 10,5 kilomètres. Il prend sa source dans la commune de Loché-sur-Indrois, dans le bois de Beaugerais à une altitude de 133 m, et se jette dans l'Indre, dans la commune de Saint-Hippolyte, à une altitude de 79 m.

### Communes traversées
Le ruisseau de Ballon et de Vitray traverse 2 communes, soit de l'amont vers l'aval : Loché-sur-Indrois (37), Saint-Hippolyte (37). 

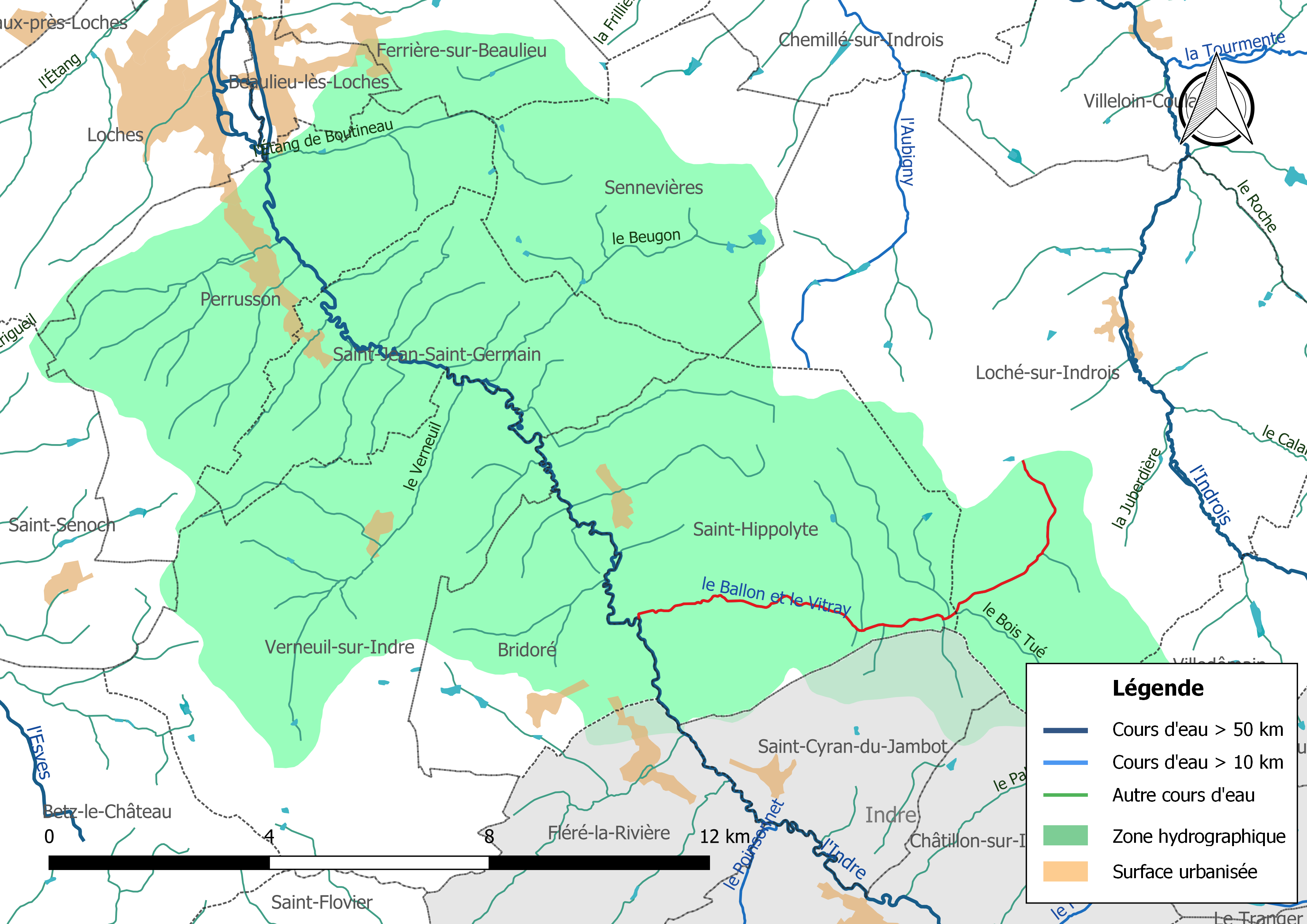
Cours d'eau le Ballon et le Vitray et son bassin versant.

Les bassins hydrographiques sont découpés dans le référentiel national BD Carthage en éléments de plus en plus fins, emboîtés selon quatre niveaux : régions hydrographiques, secteurs, sous-secteurs et zones hydrographiques. Le bassin versant de le Ballon et le Vitray s'insère dans la zone hydrographique « L'Indre du Rau de la Fontaine de Saint Flovier (Nc) au Rau de Boutineau (C)  », au sein du bassin DCE plus large « La Loire, les cours d'eau côtiers vendéens et bretons ».

## Pêche et peuplements piscicoles
Sur le plan piscicole, le ruisseau de Ballon et de Vitray est classé en deuxième catégorie piscicole. L'espèce biologique dominante est constituée essentiellement de poissons blancs (cyprinidés) et de carnassiers (brochet, sandre et perche). 

## Qualité des eaux

### État des masses d'eau et objectifs
Issu de la Directive cadre européenne sur l’eau (DCE) du 23 octobre 2000, le découpage en masses d’eau permet d'utiliser un référentiel élémentaire unique employé par tous les pays membres de l'Union européenne. Ces masses d’eau servent ainsi d’unité d’évaluation de l’état des eaux dans le cadre de la directive européenne. Le ruisseau de Ballon et de Vitray fait partie de la masse d'eau codifiée FRGR2069 et dénommée « Le Ballon et le vitray et ses affluents depuis la source jusqu'à la confluence avec l'Indre ».
Le schéma directeur d'aménagement et de gestion des eaux (Sdage) Loire-Bretagne est un document de planification dans le domaine de l’eau. Il définit, pour une période de six ans les grandes orientations pour une gestion équilibrée de la ressource en eau ainsi que les objectifs de qualité et de quantité des eaux à atteindre dans le bassin Loire-Bretagne. L'état des lieux 2013 défini dans la SDAGE 2016 – 2021 et les objectifs à atteindre pour cette masse d'eau sont les suivants,, :
| Code masse d'eau | Libellé masse d'eau                                                                         | État écologique 2013 des cours d'eau | État écologique 2013 des cours d'eau | État écologique 2013 des cours d'eau | État écologique 2013 des cours d'eau | Objectifs                  | Objectifs                  | Objectifs                | Objectifs                | Objectifs              | Objectifs              |
| Code masse d'eau | Libellé masse d'eau                                                                         | État écologique                      | État biologique                      | État physico-chimie générale         | État Polluants spécifiques           | Objectif d'état écologique | Objectif d'état écologique | Objectif d'état chimique | Objectif d'état chimique | Objectif d'état global | Objectif d'état global |
| ---------------- | ------------------------------------------------------------------------------------------- | ------------------------------------ | ------------------------------------ | ------------------------------------ | ------------------------------------ | -------------------------- | -------------------------- | ------------------------ | ------------------------ | ---------------------- | ---------------------- |
| FRGR2069         | Le Ballon et le Vitray et ses affluents depuis la source jusqu'à la confluence avec l'Indre | Bon état                             | Bon état                             | Médiocre                             | Bon état                             | Bon état                   | 2015                       | Bon état                 | ND                       | Bon état               | 2015                   |

## Gouvernance

### Échelle du bassin
En France, la gestion de l’eau, soumise à une législation nationale et à des directives européennes, se décline par bassin hydrographique, au nombre de sept en France métropolitaine, échelle cohérente écologiquement et adaptée à une gestion des ressources en eau. Le ruisseau de Ballon et de Vitray est sur le territoire du bassin Loire-Bretagne et l'organisme de gestion à l'échelle du bassin est l'agence de l'eau Loire-Bretagne.